# Kurt Westlund
Kurt Westlund (ur. 8 czerwca 1940 w Gävle) – szwedzki żużlowiec.
Brązowy medalista młodzieżowych indywidualnych mistrzostw Szwecji (Mariestad 1960). Finalista indywidualnych mistrzostw Szwecji (Sztokholm 1965 – X miejsce). Brązowy medalista drużynowych mistrzostw Szwecji (1962 – w barwach klubu Monarkerna Sztokholm). Kilkukrotny uczestnik szwedzkich eliminacji indywidualnych mistrzostw świata (najlepszy wynik: 1966 – XVII miejsce w finale szwedzkim). 
Największe sukcesy odnosił w wyścigach motocyklowych na lodzie. Kilkukrotnie startował w finałach indywidualnych mistrzostw świata, w 1970 r. w Nässjö zdobywając brązowy medal. Był siedmiokrotnym złotym medalistą indywidualnych mistrzostw Szwecji (w latach 1969, 1970, 1971, 1972, 1973, 1976, 1978).